# شاهد ۲۸۵
شاهد ۲۸۵ نوعی بالگرد سبک در کلاس تهاجمی-شناسایی است که ساخت شرکت صنایع هواپیماسازی ایران است. این بالگرد ۱۴۰۰ کیلوگرمی که در سال ۱۳۹۰ رونمایی شد، با یک برجک مجهز به تیربار پی‌کا در دماغه و لانچرهای شلیک راکت و موشک ضد زره بال‌چه‌های دو طرف بالگرد مسلح شده‌است. شاهد ۲۸۵ در دو مدلِ تهاجمی سبک-شناسایی و گشت دریایی-ضد کشتی ساخته می‌شود. تاکنون ۱۰ فروند از این بالگرد در دو نوع زمینی و هوایی ساخته شده است. 

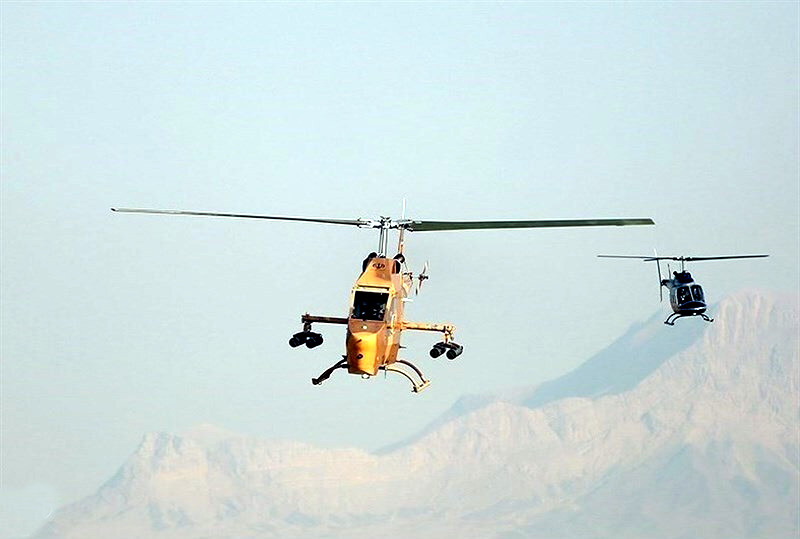
شاهد ۲۸۵ (جلو) و شاهد ۲۷۸ (پشت)

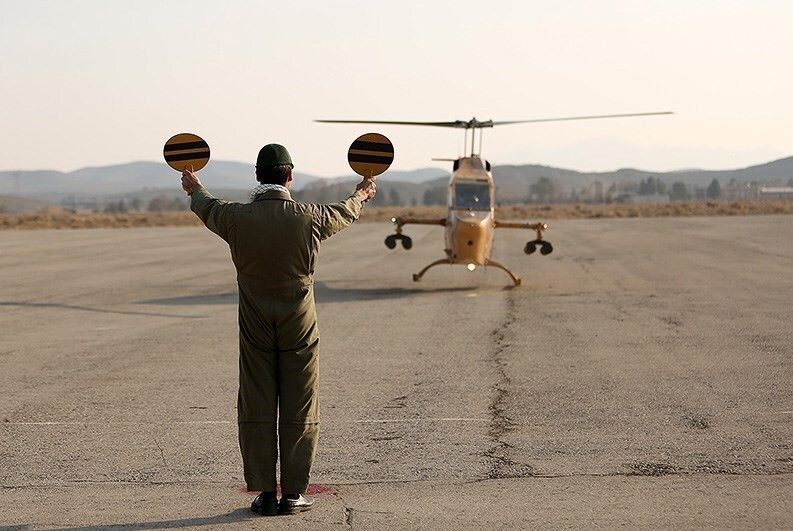
شاهد ۲۸۵ در پایگاه نیروی هوایی سپاه

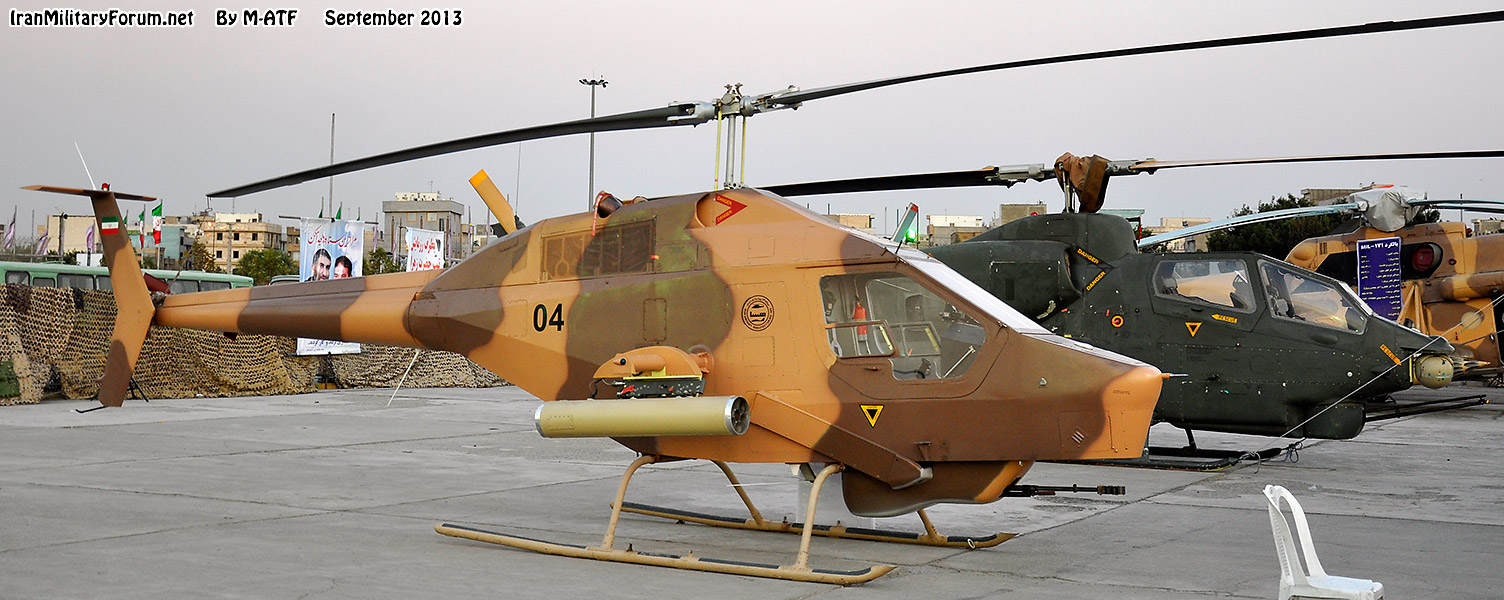
بالگرد شاهد (جلو و بالگرد طوفان (پشت)

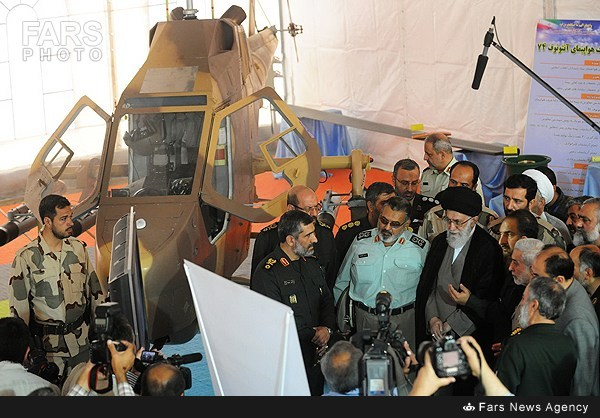
بازدید سیدعلی خامنه‌ای از نمایشگاه هوافضا

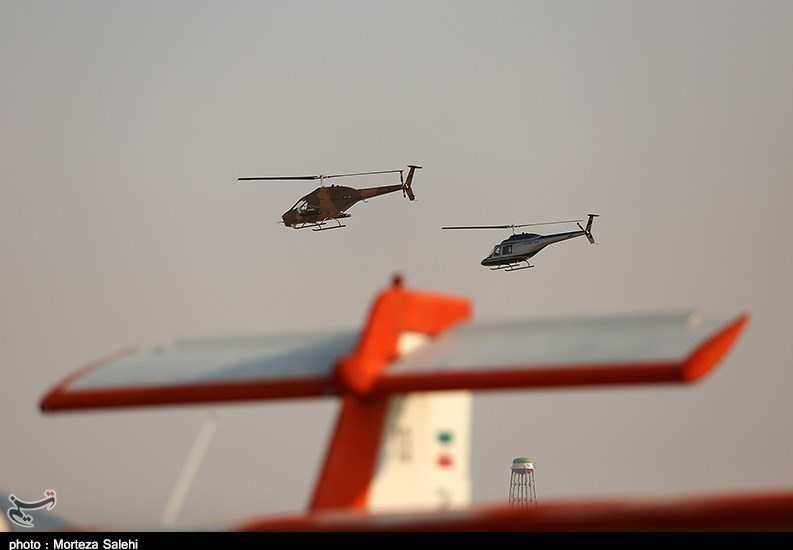

شاهد ۲۸۵ شباهت زیادی با شاهد ۲۷۸ دارد، که چند سال قبل از رونمایی شاهد ۲۸۵، معرفی شده بود. شاهد ۲۷۸ نیز با مهندسی معکوس یا بهینه‌سازی بل ۲۰۶ جت‌رنجر تهیه شده و در دو مدل چندمنظورهٔ غیر مسلح و شناسایی مسلح (OH-78) معرفی شده بود.
بل ۲۰۶ جت‌رنجر بالگردی است که اولین نمونه از آن در سال ۱۹۶۲ توسط شرکت آمریکایی بل هلیکوپتر ساخته شد و از سال ۱۹۶۷ در خدمت نیروی زمینی ارتش آمریکا قرار دارد. ایران نیز در همین سال این بالگرد را خریداری کرده و تا پیش از انقلاب حدود ۱۳۰ فروند از آن را دریافت کرده بود. شاهد ۲۸۵ قابل مقایسه با اواچ-۴۸دی کیووا واریور نسخه مسلح آمریکایی این بالگرد است. کیووا واریورها با حداکثر سرعت ۲۲۶ کیلومتر و برد عملیاتی ۲۴۱ کیلومتر به یک FLIR نیرومند (دوربین و حس‌گر گرما) و یک علامت‌گذار لیزری مجهز شده‌اند و معمولاً با چهار موشک ضدتانک هل‌فایر یا چهار موشک ضدهوایی استینگر یا ۱۴ راکت هیدرا ۷۰ مسلح می‌شوند. در تاریخ ۲۸ اردیبهشت ۹۷ خبرگزاری تسنیم تصاویر جدیدی از پرواز این بالگرد با عنوان تنها بالگرد ساخت سپاه پاسداران با قابلیت حمل راکت و موشک منتشر کرد.

## طراحی و ساخت
شاهد ۲۸۵ براساس بالگرد شاهد ۲۷۸ و با بدنه کامپوزیتی طراحی شده و با وزن خالی ۶۸۲ کیلوگرمی خود بالگرد نسبتاً سبک به حساب می‌آید. شاهد ۲۸۵ بالگرد تک‌سرنشین است که برای استفاده در مقاصد کاربردهای نظامی طراحی شده‌است. اگر چه این بالگرد توسط نیروی هوایی سپاه پاسداران انقلاب اسلامی طراحی شده، اما قرار است این بالگرد برطبق برنامه‌ریزی‌های صورت گرفته توسط شرکت صنایع هواپیماسازی ایران تولید گردد.
شاهد ۲۸۵ در دو مدل ای‌اچ۸۵-ای و ای‌اچ۸۵-سی که به ترتیب نمونه‌های زمینی و دریایی این هلی‌کوپتر هستند طراحی و ساخته شده‌است. مدل ای‌اچ۸۵-ای این بالگرد با دو لانچر (یک عدد در هر طرف) پرتاب‌کننده راکت‌های ۷۰ میلی‌متری هیدرا ۷۰ هر کدام به ظرفیت ۷ راکت و یک تیربار پی‌کا در دماغه بالگرد در دو نمونه ثابت و دارای برجک چرخان تجهیز و مسلح شده‌است. همچنین بر بالای سقف این مدل یک دوربین الکترواپتیک/حرارتی نیز نصب گردیده‌است.
در مدل ای‌اچ۸۵-سی که نمونه دریایی این بالگرد است به جای تیربار یک رادار جستجوگر و ردیاب در دماغه نصب شده تا این مدل توانایی کشف و ردیابی کشتی‌های دشمن را داشته باشد. برد رادار مورد استفاده در حدود ۳۰–۴۰ کیلومتر برآورد شده‌است. مدل ای‌اچ۸۵-سی با ۲ فروند موشک ضدکشتی کوثر یا ۸ فروند موشک سدید-۱ (۲×مقر چهارتایی هرکدام در یک طرف) تجهیز گردیده‌است. برای شلیک این موشک‌ها، ای‌اچ۸۵-سی متکی به نمایشگر چندمنظوره‌ای است که در کابین خلبان این مدل نصب شده‌است.

### بالگردهای قابل مقایسه
- سی‌اچ-۱۴ آگوئیلوچو
- بل اواچ-۵۸ کیووا
- هیوز اواچ-۶ کایوس

## مشخصات
مشخصات بالگرد شاهد ۲۸۵ آنگونه که در روزنامه همشهری منتشر شده‌است.
مشخصات عملکردی
- خدمه: یک نفر
- سقف پرواز سرویس: ۴۱۶۰ متر
- حداکثر نرخ صعود: ۶٫۷ متر بر ثانیه
- حداکثر سرعت: ۲۲۵ کیلومتر بر ساعت
- برد عملیاتی (پرواز در ارتفاع ۱۵۰۰ متری): ۸۷۵ کیلومتر
- مداومت پروازی: ۵ ساعت

مشخصات فنی
- طول: ۱۱٫۸۴ متر
- عرض: ۲٫۷۸ متر
- ارتفاع: ۳٫۴۲ متر
- قطر پروانه اصلی بالگرد: ۱۰٫۱۶۰ متر
- قطر پروانه دم بالگرد: ۱٫۵۷ متر
- وزن خالی: ۸۲۰ کیلوگرم
- حداکثر وزن برخاست: ۱۴۵۰ کیلوگرم
- حداکثر قدرت موتور ۴۲۰ اسب بخار
- نوع موتور: رولزرویس مدل آلیسون مدل 250-C20J توربوشفت[۵]

جنگ‌افزارها
- تیربار ۷٫۶۲ میلی‌متری پی‌کا (نمونه زمینی)

و
- ۱۴ راکت هیدرا ۷۰ (نمونه زمینی)

یا
- ۸ موشک سدید

یا
- ۸ موشک قائم ۱۱۴[۶]

یا
- ۸ موشک ضدکشتی سدید (نمونه دریایی)

یا
- ۲ کوثر (موشک) (نمونه دریایی)

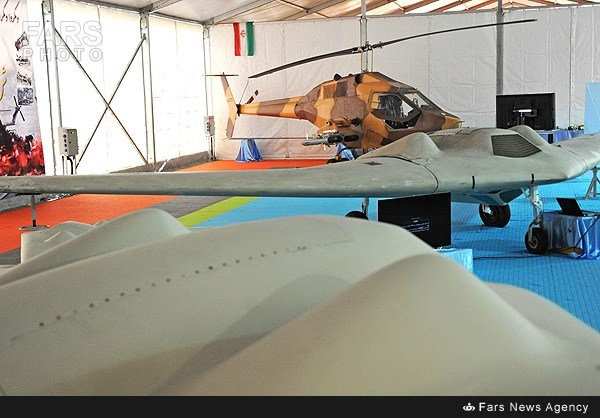
در کنار پهپاد شاهد ۱۷۱ سیمرغ
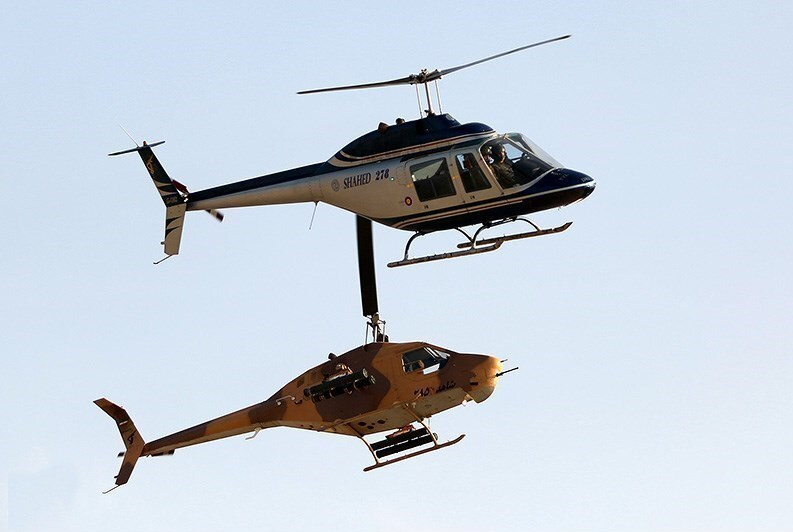
شاهد ۲۸۵ و شاهد ۲۷۸